# Microphthalmidae
Microphthalmidae zijn een familie van borstelwormen (Polychaeta) uit de orde van de Phyllodocida.

## Geslachten
De volgende geslachten zijn bij de familie ingedeeld:
- Hesionella Hartman, 1939
- Hesionides Friedrich, 1937
- Microphthalmus Mecznikow, 1865
- Westheideius Salazar-Vallejo, de León-González & Carrera-Parra, 2019

### Taxon inquirendum
- Alikuhnia Hartman, 1959

### Synoniemen
- Anophthalmus Alikuhni, 1949 => Alikuhnia Hartman, 1959
- Fridericiella Hartmann-Schröder, 1959 => Microphthalmus Mecznikow, 1865
- Hesionella Friedrich, 1956 => Microphthalmus Mecznikow, 1865